# Žana Povše
Žana Povše (umetniško ime Žana), slovenska pevka zabavne glasbe in igralka, * 18. junij 1984, Novo mesto.
Rojena je bila v Novem mestu, odraščala pa je v Črnomlju. Svojo pevsko kariero je začela s skupino R'N'B Wannabees. Njene najbolj znane skladbe so »Požar« (EMA 2004), »Poraz« (skupaj s skupino Kocka, 2005), »Ona« (nastop na MMS in Pesmi poletja 2006) ter uspešnica z naslovom »Druga violina« (EMA 2007).
Leta 2015 je sodelovala v 2. sezoni oddaje Znan obraz ima svoj glas.
Konec leta 2018 je začela peti v hrvaškem Zodiac bandu.

## Zasebno
Več let je bila v zvezi z Danijem Salobirjem, s katerim sta bila od 2012 do 2018 tudi poročena. Leta 2008 se jima je rodila hči Kiara. Po razhodu s Salobirjem se je začela videvati z violinistom Borisom Timom (Borisom Tajmom), s katerim sta se poročila leta 2019. Avgusta 2020 sta dobila sina Lea. S Timom tvorita duo Time.

## Diskografija
| Leto | Pesem                                    | Opombe                                        |
| ---- | ---------------------------------------- | --------------------------------------------- |
| 2004 | Požar (z RnB Wannabes)                   | Ema 2004                                      |
| 2004 | Arena (z RnB Wannabes)                   | Slovenska popevka 2004                        |
| 2005 | Trofeja                                  | Posnela je tudi različico s Kocko             |
| 2006 | Poletiva (Pusti, da te vodi ritem)       |                                               |
| 2006 | Ona                                      | Melodije morja in sonca 2006                  |
| 2007 | Druga violina                            | Ema 2007                                      |
| 2007 | Hajde da ludujemo (Karma VS. Pipi remix) |                                               |
| 2007 | Amor amor                                |                                               |
| 2008 | Padli angel                              |                                               |
| 2008 | Past                                     |                                               |
| 2009 | Ne sprašuj                               |                                               |
| 2010 | Dokler bije mi srce                      |                                               |
| 2013 | Doing It Wrong (z Nickom Kamarero)       | Sodelovanje z romunskim DJ-em Nickom Kamarero |
| 2013 | Call Me (z Urošem Perićem)               |                                               |
| 2013 | Božič je/Christmas Time                  |                                               |
| 2014 | Skrite pravljice/Different Hearts        |                                               |
| 2014 | Daj mi znak                              |                                               |
| 2015 | You                                      |                                               |
| 2018 | Tvoja                                    |                                               |
| 2019 | 00Z                                      | Kot DJ Z                                      |
| 2020 | Času čas                                 |                                               |

## Filmske vloge
| Leto | Film                     | Vloga                   |
| ---- | ------------------------ | ----------------------- |
| 2013 | 616: Paranormal Incident | Medicinska sestra št. 3 |
| 2013 | Final Promises           | Nora                    |
| 2014 | Fragmented Truth         | Kiara                   |
| 2016 | Moonman                  | Lucy                    |
| 2016 | Botticelli Murders       |                         |